# Øster Vandet Sogn
Øster Vandet Sogn er et sogn i Thisted Provsti (Aalborg Stift).
I 1800-tallet var Øster Vandet Sogn anneks til Vester Vandet Sogn. Begge sogne hørte til Hillerslev Herred i Thisted Amt. Vester Vandet-Øster Vandet sognekommune blev ved kommunalreformen i 1970 indlemmet i Thisted Kommune.
I Øster Vandet Sogn ligger Øster Vandet Kirke.
I sognet findes følgende autoriserede stednavne:
- Hjardal (bebyggelse)
- Holmegårde (bebyggelse)
- Skadekær (areal)
- Tørvekær Huse (bebyggelse)
- Vandet (bebyggelse)
- Vandet Plantage (areal, bebyggelse)
- Øster Vandet (bebyggelse, ejerlav)